# Gordon G. Gallup
Pour les articles homonymes, voir Gallup.
Gordon G. Gallup, né en 1941, est un psychologue américain connu pour avoir conçu le test du miroir utilisé pour tester les aptitudes à la conscience de soi dans la psychologie animale et humaine.

## Biographie
Il fait ses études de psychologie à l'université d'État de Washington, où il obtient son diplôme en 1963, et son master en 1966. Puis il obtient son doctorat de psychologie expérimentale en 1968. Il enseigne à l'université Tulane de 1968 à 1975. Il est ensuite nommé professeur à l'université d'État de New York à Albany (SUNY Albany) en 1975. Il est professeur émérite.